# Chiesa di Santa Maria Maggiore (Trento)
La chiesa di Santa Maria Maggiore è un importante luogo di culto della città di Trento; fu edificata per volontà del principe vescovo Bernardo Clesio (tra le figure storiche più rilevanti a livello politico e religioso del XVI secolo), e ospitò le congregazioni del Concilio di Trento. La chiesa venne costruita dal comacino Antonio Medaglia sul modello della mantovana basilica di Sant'Andrea. Nel novembre del 1973 papa Paolo VI l'ha elevata alla dignità di basilica minore.

## Storia

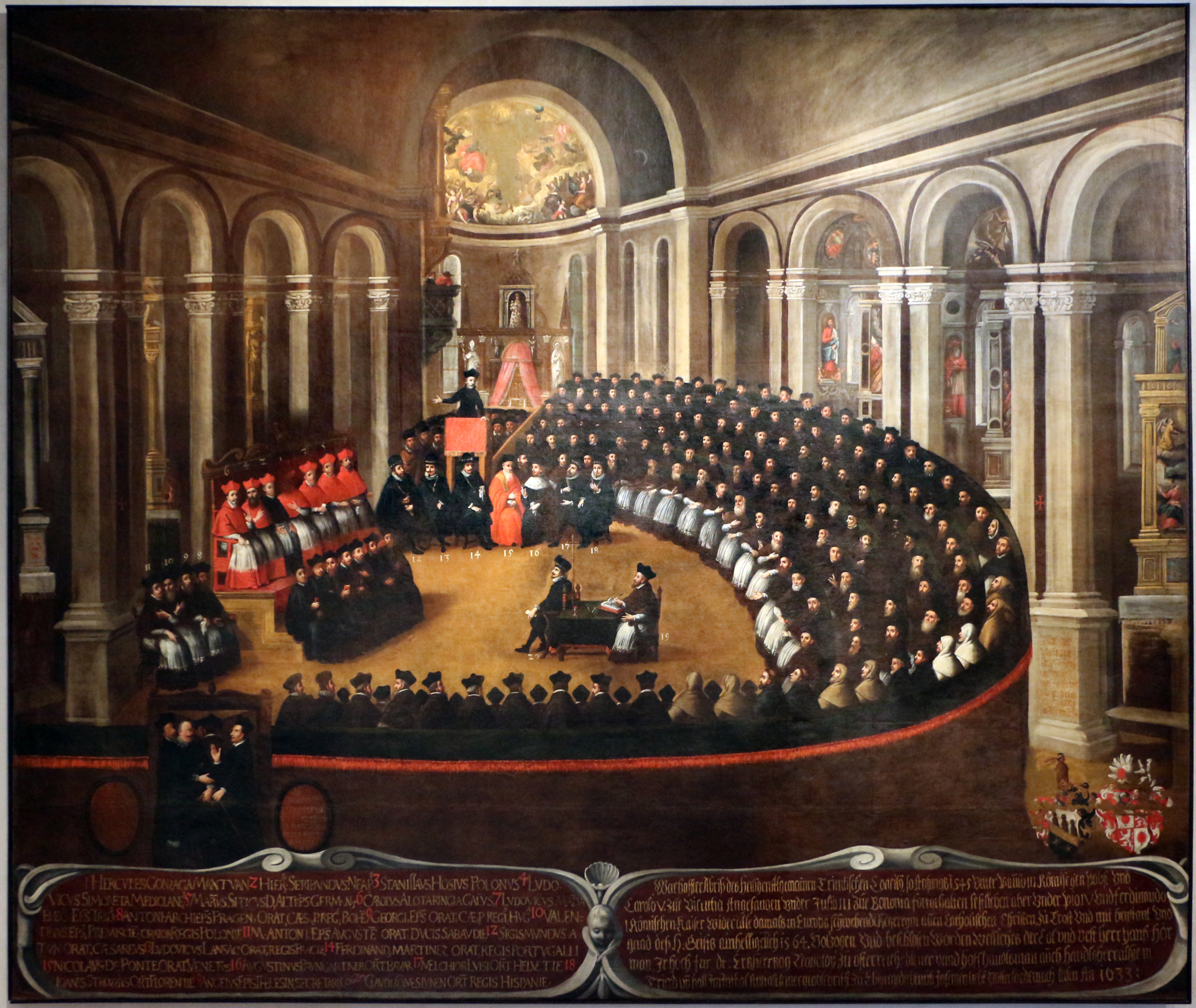
Il Concilio di Trento tenutosi nella chiesa di Santa Maria Maggiore, in un dipinto conservato presso il Museo diocesano tridentino.

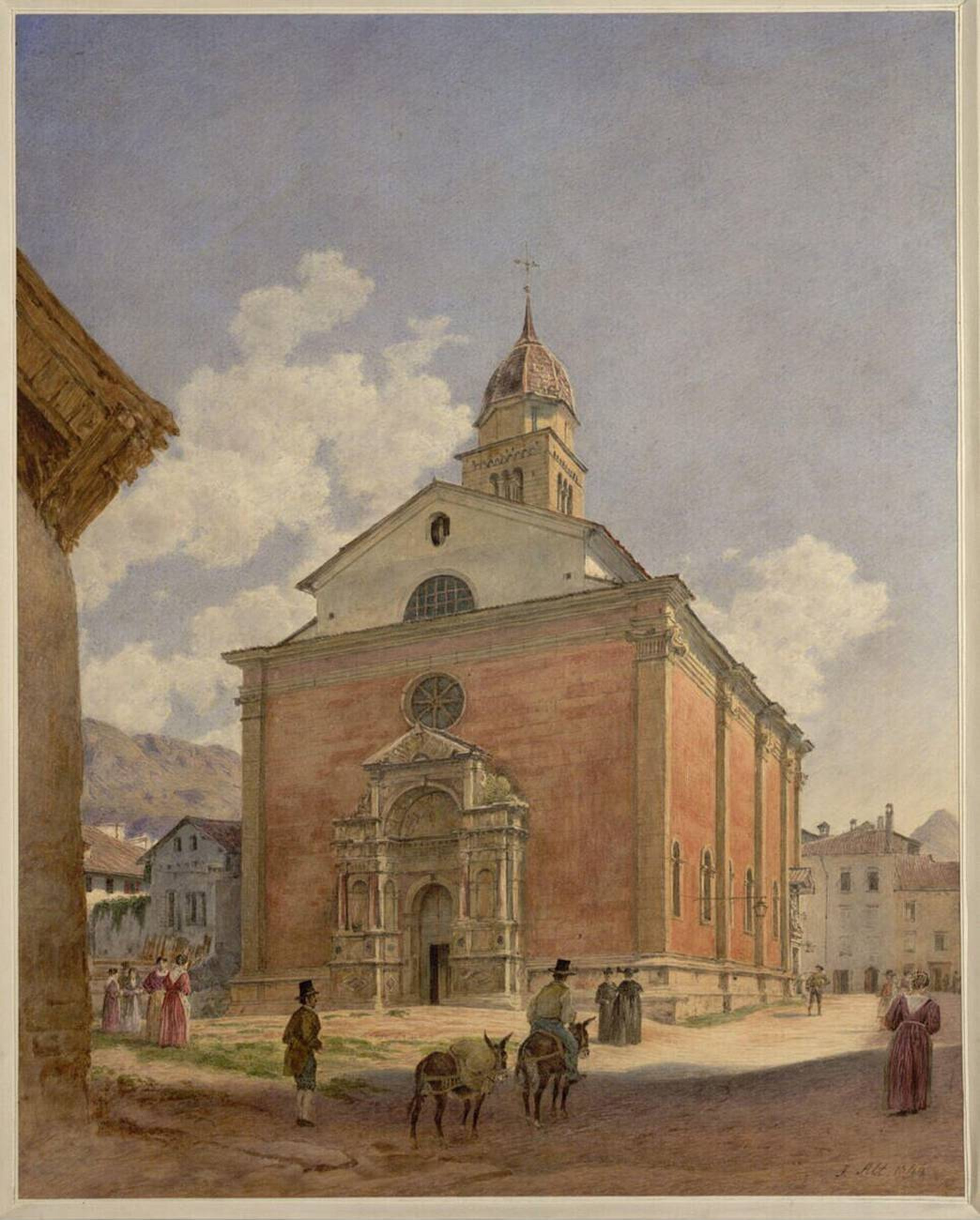
La chiesa verso il 1844, raffigurata da Jakob Alt

Le indagini archeologiche del 1974-1978 e del 2007-2009 hanno consentito di gettare luce sulla storia dell'edificio sacro.
In epoca romana, l'area in cui ora sorge la chiesa di Santa Maria Maggiore ospitava edifici pubblici, forse un complesso termale.
Una fonte agiografica, la Passio Sancti Vigilii, attribuiva la fondazione della ecclesia a San Vigilio, terzo vescovo di Trento tra la fine del IV e l'inizio del V secolo. Gli scavi più recenti collocherebbero invece questo evento nei decenni successivi, tra la seconda metà del V e l'inizio del VI secolo. A questo periodo risale infatti il primo edificio identificato, caratterizzato da una grande aula divisa in tre navate. Il presbiterio di questa chiesa, rimasta in uso fino al X-XI secolo, ha restituito tracce di una pavimentazione in opus sectile tardo antica, sostituita in seguito da un mosaico databile alla metà del VI secolo.
Durante l'alto medioevo, tra la fine dell'VIII e l'inizio del IX secolo, vennero realizzati alcuni lavori di ristrutturazione, in particolare l'aggiunta di un apparato di arredo liturgico in pietra, riccamente decorato, comprendente una recinzione presbiteriale (pergula) e un ciborio.
Attorno al X-XI secolo una nuova chiesa, più piccola della precedente e caratterizzata da un'abside centrale semicircolare affiancata da due absidiole, sostituì quella antica: in questa occasione le strutture della primitiva ecclesia (compresi gli elementi di arredo liturgico aggiunti in epoca carolingia) vennero distrutte e riutilizzate come materiale da costruzione. Ciò, però, non costituisce un caso isolato, essendo il reimpiego pratica diffusissima durante il medioevo.
Dopo il 1290 (datazione indicata da un ritrovamento monetale) venne eretta una terza chiesa al posto della precedente, caratterizzata questa volta da due sole navate terminanti in altrettante absidi simmetriche. L'edificio conservava ancora, tra altri elementi, lacerti di affreschi e parte di un semi-pilastro a fascio gotico in corrispondenza di uno degli ingressi.
Nel 1520, per volontà di Bernardo Clesio, venne infine avviato il cantiere della chiesa attualmente visibile; tra il 1899 e il 1901 ulteriori lavori e restauri ne modificarono anche la facciata rinascimentale.
Il 12 dicembre 1545, fu la meta della prima processione solenne del Concilio di Trento, alla vigilia dell’apertura dei lavori, dopodiché ospitò alcune cerimonie minori. A partire dal 1562, vi si tennero le congregazioni generali della terza fase del concilio, vale a dire quella conclusiva (1562-1563). In questo periodo fu perciò allestita al suo interno una tribuna a emiciclo in legno “in guisa di theatro”, documentata da incisioni e dipinti , di cui il più noto è quello di Elia Naurizio conservato nel Museo Diocesano Tridentino.
Dal 26 settembre al 30 settembre 1896 ospitò il primo Congresso antimassonico internazionale. 
Dopo gli scavi archeologici e i restauri, la chiesa è stata riaperta al pubblico nel mese di aprile 2012, con consacrazione dell'altare il 30 settembre 2012.

## Descrizione

### Architettura

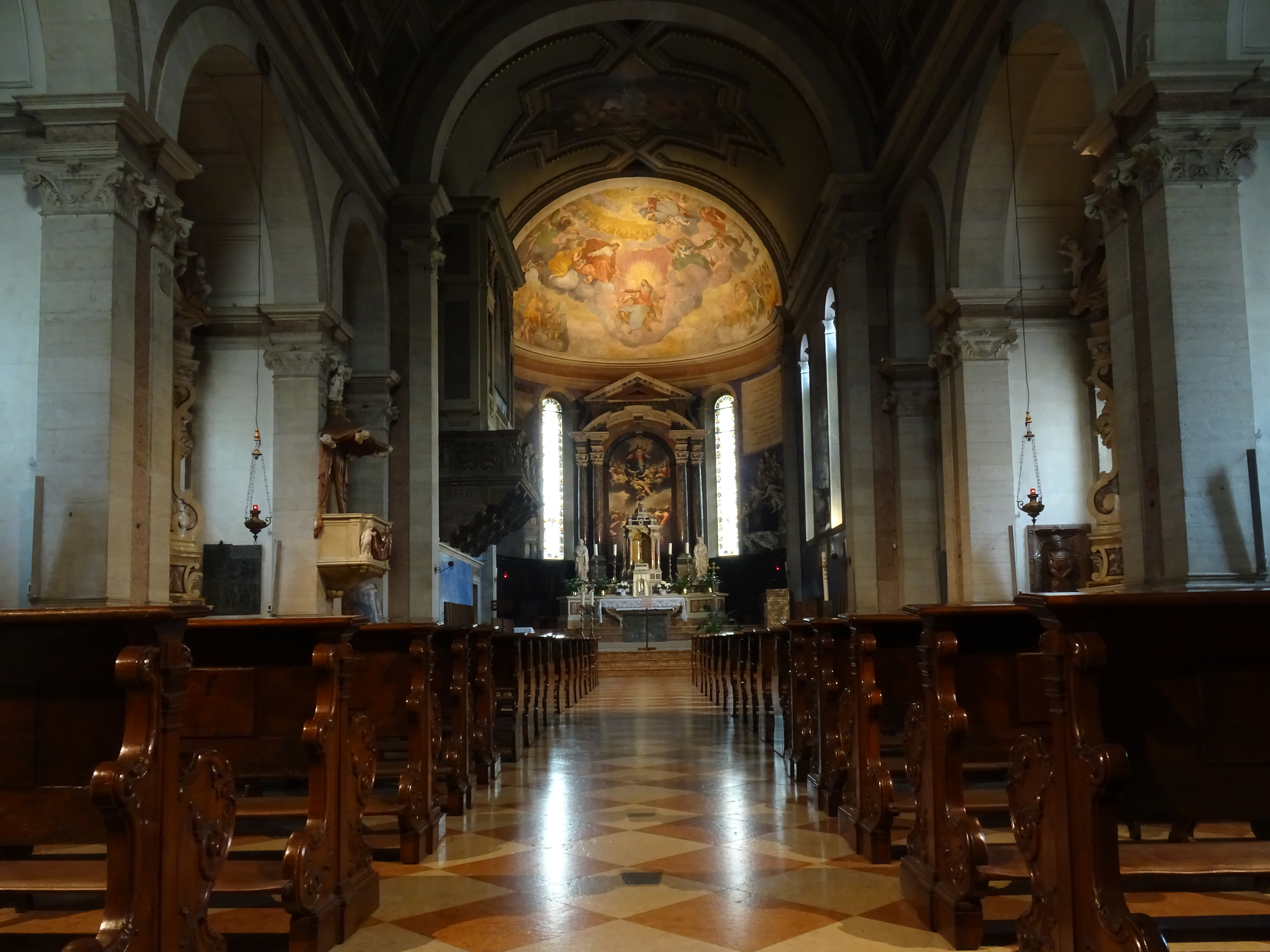
Interno della chiesa.

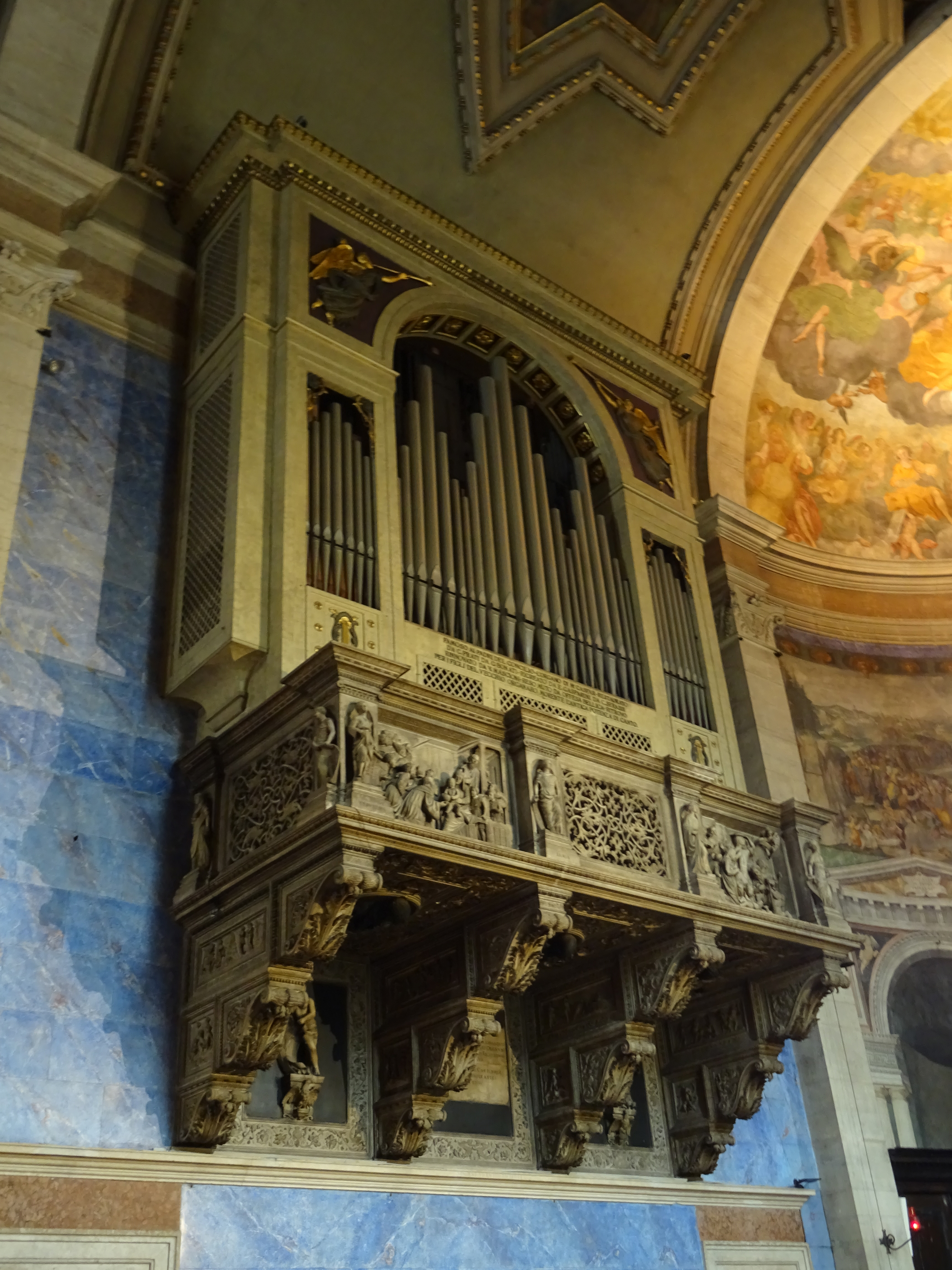
Organo a canne.

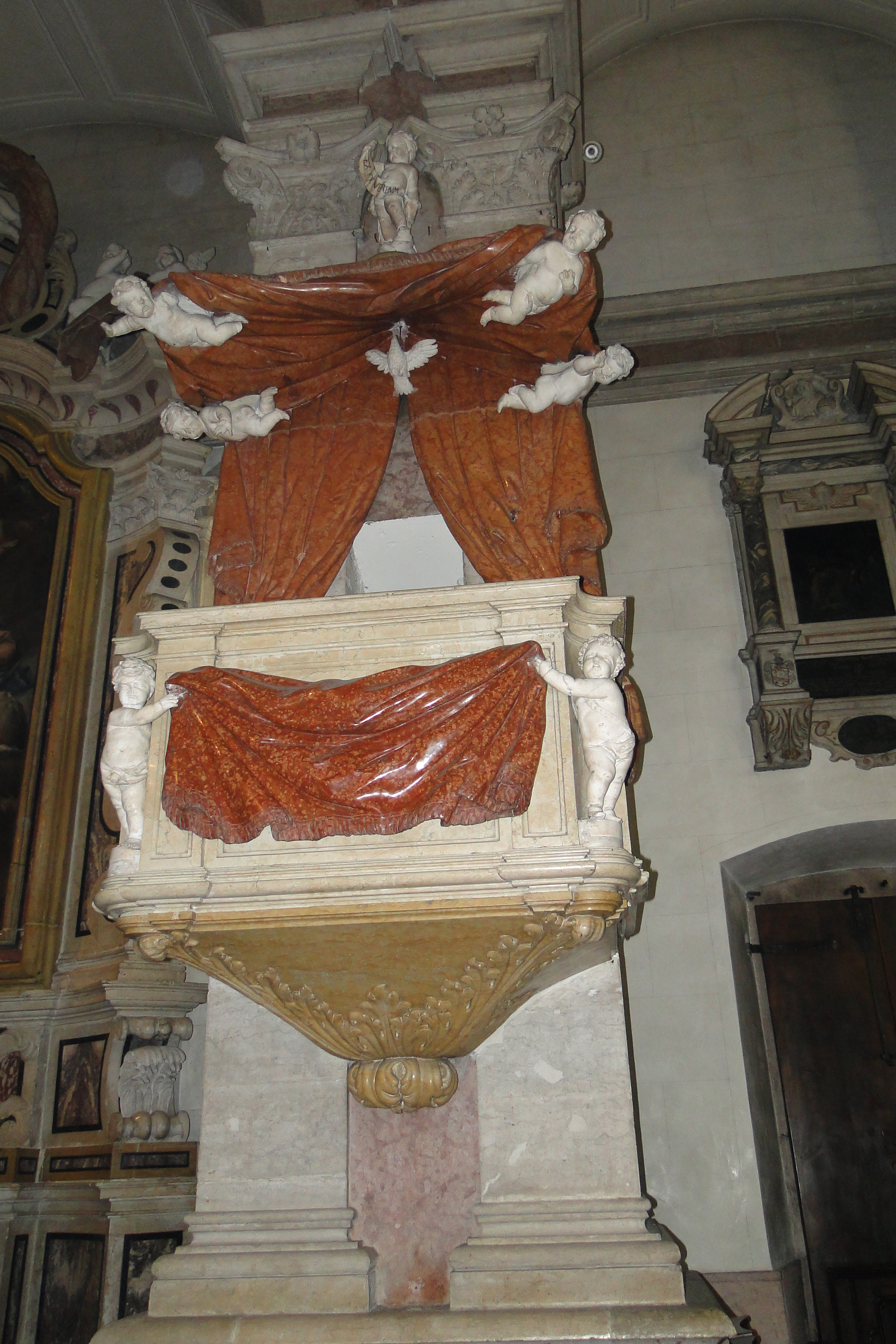
Pulpito opera di Cristoforo Benedetti (1700)

La chiesa rinascimentale iniziata nel 1520 è costruita in pietra bianca e rossa. La facciata principale presenta un ingresso archivoltato in stile rinascimentale dove si apre il portale fatto costruire dal principe vescovo Cristoforo Madruzzo nel 1539. Sopra il portale vi è una lunetta che raffigura l'Annunciazione a Maria. Insieme alla chiesa dell'Assunta a Civezzano e alla cattedrale dell'Assunta a Cles conclude la trilogia clesiana.
L'interno della chiesa è ad aula unica: ai lati si trovano una serie di cappelle che ospitano altari di marmo in stile barocco, tra cui opere di Francesco Oradini, Domenico Sartori e Teodoro Benedetti. Nella seconda cappella a destra Madonna, S. Giovanni e i quattro dottori della chiesa, opera pregevole di Giovan  Battista Moroni. Sempre all'interno si osservano una serie di pale e il sarcofago barocco contenente le reliquie attribuite a san Clemente, circondato da stucchi realizzati da Gerolamo Aliprandi. Significativi, anche dal punto di vista storico, sono una serie di dipinti che si possono ammirare sulla volta, raffiguranti momenti del Concilio e i protagonisti della Controriforma.
Le statue di santa Marta e di santa Maddalena, poste ai lati dell'altare principale, sono state scolpite negli anni settanta del Seicento da Cornelis van der Beck.
La cantoria, opera dei lapicidi Vincenzo e Gian Girolamo Grandi, occupa la parte settentrionale del presbiterio ed è costituita da una grande tribuna con bassorilievi e clipei, sostenuta da quattro mensole finemente lavorate. Il progetto, commissionato da Giovanni Antonio Zurletta (o Ciurletti), fu realizzato tra il 1534 e il 1542.
Il campanile, infine, alto 53 metri, è il più alto della città. Costruito in calcare bianco, ha due ordini di trifore romaniche e una cupola poligonale. Accanto alla chiesa vi è una colonna eretta nel 1845 a ricordo delle celebrazioni per il terzo centenario dell'apertura del concilio.

### Organo a canne
Sulla cantoria del presbiterio, si trova l'organo a canne Mascioni opus 402, costruito nel 1928 riutilizzando la cassa dell'antico organo del 1536 e restaurato ed ampliato nel 1953 in seguito ai danni della seconda guerra mondiale.
Lo strumento è a trasmissione elettrica, ha tre tastiere di 58 note ciascuna ed una pedaliera concavo-radiale di 30 ed un totale di 56 registri. La cassa, con struttura a serliana, ha una mostra composta da canne di principale disposte in cuspide unica nei due campi laterali e in tre cuspidi in quello centrale.

### Campane
Sul campanile è installato un pregevole concerto di 7 campane in Reb3 fuse nel 1921 dalla fonderia Luigi Colbacchini di Trento.
La disposizione musicale è tipica dei concerti "estesi" della zona, ovvero Re♭3—Mi♭3—Fa♭3—Sol♭3—La♭3—Si♭3—Re♭4.
Le campane furono costruite un anno dopo le campane della cattedrale ed infatti i due concerti, realizzati anche dalla stessa fonderia, sono fatti per suonare assieme in armonia.
Il "plenum" ovvero il suono di tutte le campane è riservato solamente nelle festività maggiori.

## Aneddoti
La costruzione che si erge alla sinistra di S. Maria Maggiore era il battistero della vecchia chiesa di S. Maria della Neve, con la pianta inclinata, cioè rivolta a sud-est, rispetto a quella attigua che è rivolta ad est. La tradizione attribuisce, infatti, la crocifissione a mezzogiorno (ora sesta) del venerdì, il decesso alle tre (ora nona) del venerdì e la resurrezione alla mezzanotte (prima vigilia) fra sabato e domenica. Singolare angolazione presenta anche la chiesa di S. Croce, ora sconsacrata e sede ITC, che presenta una maggiore inclinazione verso sud come a voler sottolineare l'orientamento sull'ora sesta cioè quando è avvenuta la crocifissione.